# کاوازاکی نینجا زداکس۱۴
کاوازاکی نینجا زداکس-۱۴ (انگلیسی: Kawasaki Ninja ZX-14) یک موتورسیکلت اسپرت در سری موتورسیکلت‌های اسپرت نینجا ساخت کارخانه ژاپنی کاوازاکی است.
این موتورسیکلت سال ۲۰۰۶ میلادی در نمایشگاه موتورسیکلت توکیو به عنوان جانشین موتورسیکلت Kawasaki ZZ-R1200 رونمایی شد و قویترین موتورسیکلت ساخته شده در آن زمان بود.
حجم موتور آن در زمان عرضه ۱۳۵۲cc و حداکثر سرعت آن به صورت الکترونیکی به ۲۹۹km/h محدود شده بود. همچنین شتاب صفر تا صد آن ۲/۵ ثانیه است.
این موتورسیکلت در سال ۲۰۱۲ میلادی در بخش بدنه و انجین به‌روزرسانی شد. از جمله به‌روزرسانی‌های انجام شده شامل:
سر سیلندرهای پولیش داده شده، پیستون‌های سبکتر با درصد فشردگی بیشتر، شاتون و میل لنگ با استحکام بیشتر و اضافه کردن فن رادیاتور دوم برای خنک کردن انجین است. این موتورسیکلت جدی‌ترین رقیب هم وطن خود یعنی سوزوکی هایابوسا است.